# 国旗

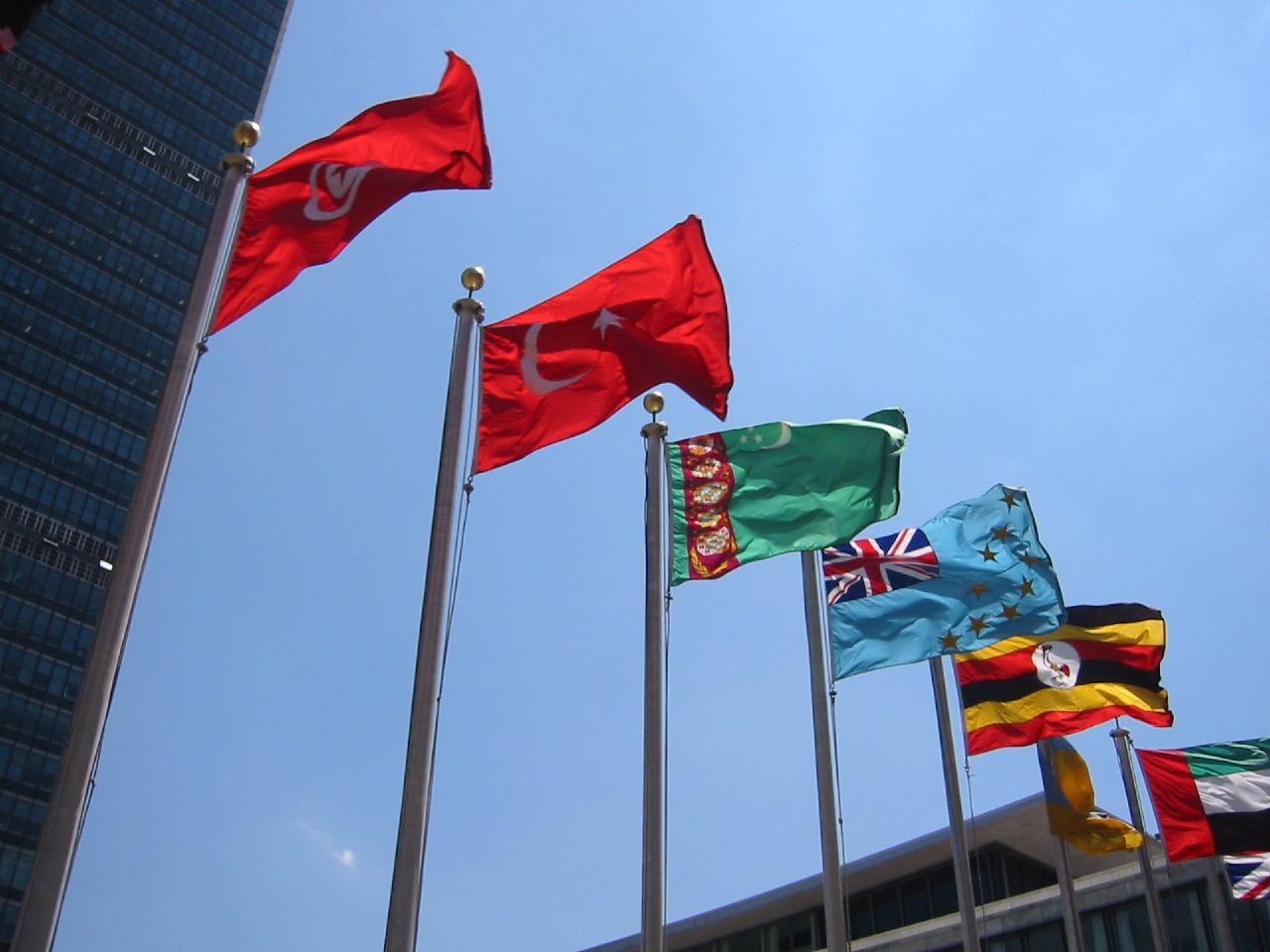
紐約聯合國總部懸掛的多国國旗

世界國旗地圖（此為全球聯合國會員國國家的國旗圖像，非聯合國會員國的國家，不會在此圖中顯示其國旗。）

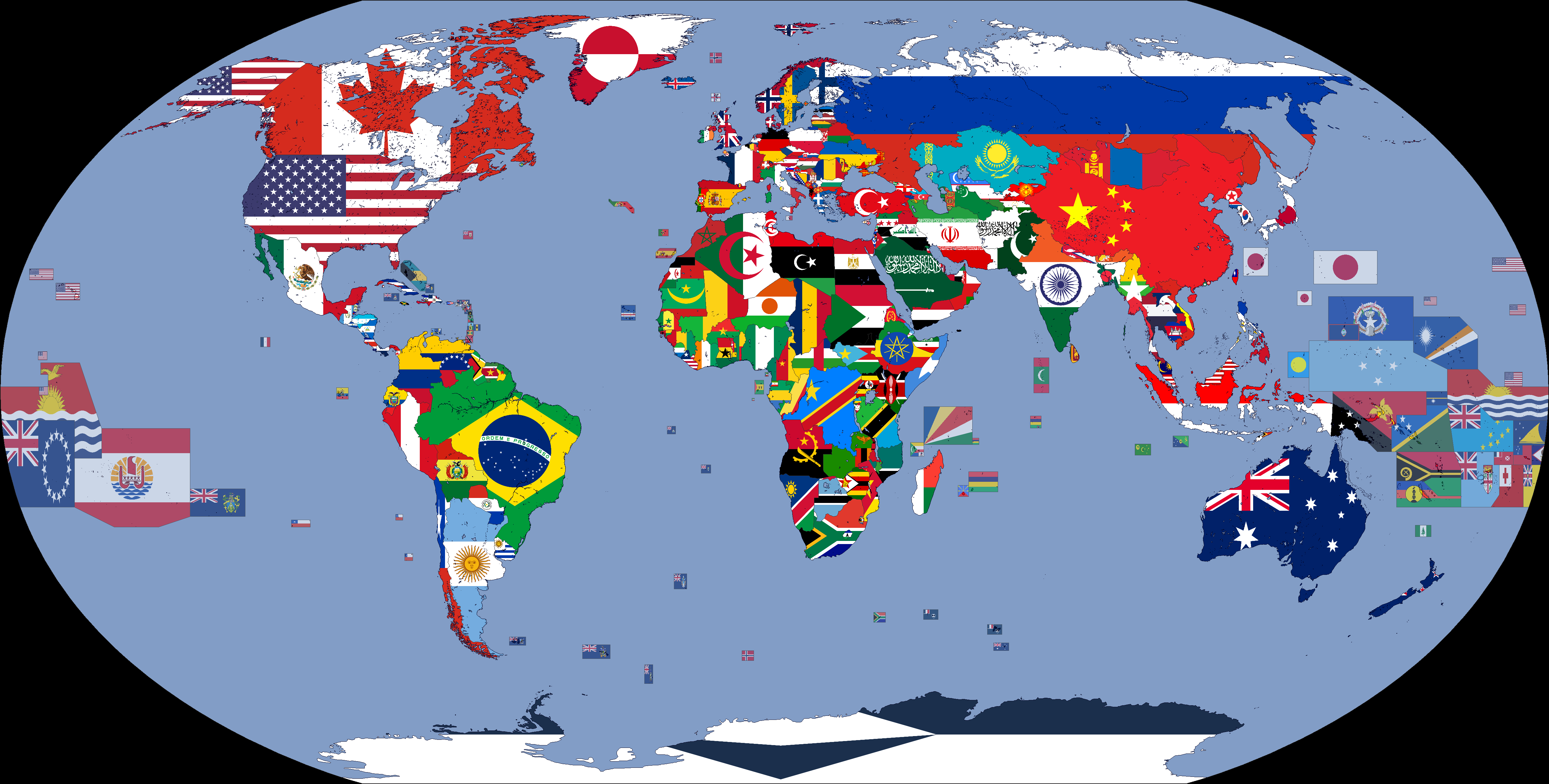
世界國旗地圖（此為實際控制領域，部分爭議區域未標註。南極洲因南極條約凍結目前領土所有權的主張，此圖中南極洲所用旗幟由埃文·湯森設計。）

国旗是一个国家的象征与标志，悬挂着的国旗就代表了国家的主权。国旗经常被政府机构悬挂，但通常也可被本国的公民使用。不同的国旗有着不同的样式，包括不同的长宽比例，甚至不同的形状。
公用和私人建筑物（例如政府、企业、学校和法院）经常悬挂国旗。在某些国家，国旗在民用建筑上只在几个规定的国旗悬挂日悬挂。国旗通常分为陆上用旗和海上用旗两种，各有三种类型，但大多数国家在这几种类型上采用相同的设计。

## 历史
直到18世纪民族主义兴起后才开始有在民间悬挂国旗的行为。例如英国国旗最初在17世纪作船旗使用，直到1908年才法定确立为国旗。最早以立法形式制订国旗是在1789年的法国大革命时开始的。原本没有确立国旗的国家，如中国，也随着与世界各国交流的增多而在19世纪末清朝晚期制定了第一面中国国旗；即黄龙旗。
大多数欧洲国家在19世纪和20世纪早期制定国旗，并且大多建立在先前（大多是中世纪时期）军事旗帜的基础上。例如丹麦国旗在1854年正式采用，图案源自1219年的设计。1889年确定的瑞士国旗源自中世纪时期的伯尔尼军旗。

## 分类

### 陆上用旗
在陆地上，通常分为民用旗，政府用旗和军用旗三种。政府用旗通常限制用于政府机关，而民用旗可以被任何人使用。军用旗通常被陆海空三军所使用。

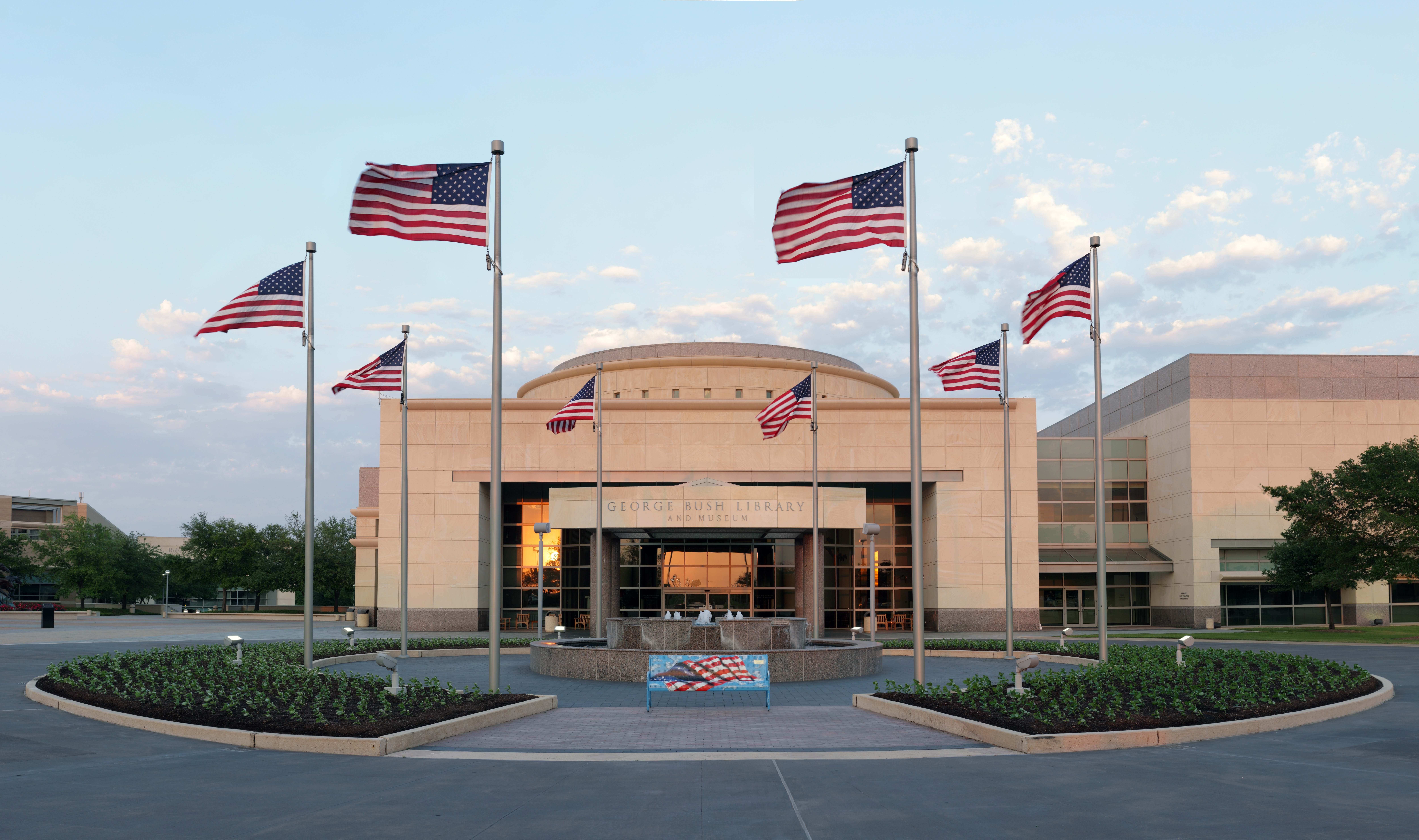
飘扬的美国国旗

大多数国家（例如美国和英国）三种陆上旗完全相同。而一些国家，特别是在拉丁美洲，政府用旗和民用旗不尽相同。民用旗通常是简化后的政府用旗，例如去掉国徽等。
一些国家采用和国旗图案不同的旗帜作为军旗。在北欧国旗的燕尾版本经常作为军旗和船旗，也有时用作国家元首旗帜。菲律宾没有指定单独的军旗，法律上规定國旗在战争状态悬挂时将红色置于上方，而不是平时的蓝色在上方。

### 海上用旗

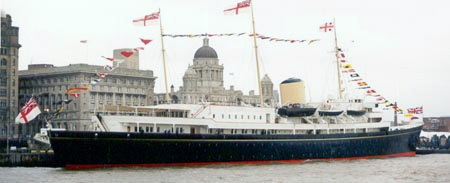
英国不列顛尼亞號在海上悬挂的旗帜，舰尾悬挂皇家海军船旗，舰首悬挂英国舰首旗

船只上使用以辨别所属国籍的旗帜名為船旗。和陆地上类似的是，船旗也具有三种类型：民船旗，政府船旗和海军旗。
一些国家例如美国和加拿大的船旗和国旗完全相同。然而另外一些国家，例如英国和日本使用特别的旗帜作为船旗。大多数国家没有更为具体的船旗，但英国例外。红船旗作为民用旗，白船旗作为海军旗，蓝船旗为政府所属非军用船只使用。对于军舰而言，另需悬挂舰首旗（Jack），通常与国旗图案相关。

## 設計
- 具有類似的國旗設計，例如北歐十字、南方十字、星月、泛斯拉夫顏色、泛非顏色及泛阿拉伯顏色等，參見下表。

| 國旗系統         | 旗幟 | 起源           | 备注 | 例子                                                                           | 圖片 |
| ---------------- | ---- | -------------- | --- | ------------------------------------------------------------------------------ | ---- |
| 泛伊斯蘭色旗     |      | 鄂圖曼旗幟     | 弦月與星星為鄂圖曼土耳其帝國使用，由於帝國的壯大使得該標誌流傳阿拉伯及北非地區，後為伊斯蘭教國家採用。 | 土耳其 · 突尼西亞 · 毛里塔尼亚 · 巴基斯坦                                      |      |
| 泛斯拉夫色旗     |      | 俄羅斯國旗     | 由於俄羅斯協助在巴爾幹半島上同屬於斯拉夫民族的國家獨立，於是該旗多為斯拉夫國家採用。 | 俄羅斯 · 南斯拉夫 · 塞爾維亞 · 斯洛伐克 · 斯洛維尼亞 · 捷克 · 波蘭             |      |
| 泛非洲色旗       |      | 衣索比亞國旗   | 綠黃紅三色為主，很多非洲國家採用。由於衣索比亞歷史悠久，而且除二戰外，一直保持主權獨立，所以其旗幟颜色被很多非洲國家採用。 | · 几内亚 · 塞内加尔 · 刚果共和国 · 衣索比亞                                    |      |
| 泛阿拉伯色旗     |      | 漢志王國國旗   | 該旗為漢志王國發動獨立戰爭時所用旗幟，後為該國國旗。其中紅色代表哈希姆家族、白色代表倭馬亞王朝、黑色代表阿拔斯王朝、綠色代表法蒂瑪王朝。很多阿拉伯國家採用。                                                                                   | 约旦 · 科威特 · 阿联酋 · 苏丹 · 利比亞 · 巴勒斯坦                              |      |
| 泛共產主義色旗   |      | 蘇聯國旗       | 紅旗與五角星多為共產主義國家的標誌。红旗源自巴黎公社旗帜，五角星的五只角分别代表着五大洲。跟錘子與鐮刀一樣，五角星廣泛被各個社會主義或共產主義的國家和組織所使用作為標誌。（古巴國旗啟用於1902年，古巴革命之後沿用，故與此類旗幟不是相似關係） | 中华人民共和国 · 越南 · 白俄羅斯 · 安哥拉 · 莫桑比克 · 蒙古国 · 德涅斯特河沿岸 |      |
| 泛中美洲聯邦色旗 |      | 中美洲聯邦國旗 | 藍色代表加勒比海和太平洋，白色代表和平，很多前中美洲聯邦共和國的成員國採用。 | 薩爾瓦多 · 尼加拉瓜                                                            |      |
| 泛米蘭達色旗     |      | 哥倫比亞國旗   | 該旗為弗朗西斯科·德·米兰达於南美獨立運動所用的旗幟，其中紅色是南美洲，黃色是西班牙，藍色是海。後為前大哥倫比亞共和國的會員國採用。 | 哥伦比亚 · 委內瑞拉 ·                                                          |      |
| 北歐十字旗       |      | 丹麥國旗       | 丹麥曾統一北歐並建立卡爾馬聯盟。北歐諸國多採用北歐十字图案。（“北歐十字”源于基督教的十字架） | 丹麦 · 芬兰 · 冰島 · 挪威 · 瑞典                                               |      |
| 横三色旗         |      | 荷蘭國旗       | 該旗為荷蘭獨立戰爭時繪製，取自荷蘭王室家徽中的三色。由於辨識度高且易繪製，為世界上許多國家採用。 | 盧森堡 · 俄羅斯 · 保加利亚 · 德国 · 荷蘭 · 匈牙利                              |      |
| 纵三色旗         |      | 法国國旗       | 法國大革命後廢除紋章旗幟改用簡單的三色旗，部分國家的國旗亦受其影響。 | 爱尔兰 · 義大利 · 比利时 · 羅馬尼亞 · 奈及利亞                                 |      |
| 米字旗           |      | 蓝船旗         | 來自英國的民用船旗蓝船旗，米字旗則代表前英國殖民地，象徵為英联邦成員。 | · 新西兰 · 斐济 · 庫克群島 · 纽埃                                              |      |

另有一些国家的国旗相似度较高：摩纳哥国旗和印尼国旗仅在比例上和紅色用色上略有不同，荷兰国旗和卢森堡国旗仅在比例上和蓝、紅色用色上不同。罗马尼亚国旗和乍得国旗仅在蓝色的深度上有所不同。
| 摩纳哥国旗比例4:5  |
| 摩纳哥国旗 比例4:5 |

| 印尼国旗比例2:3  |
| 印尼国旗 比例2:3 |

| 摩纳哥国旗比例4:5  |
| 摩纳哥国旗 比例4:5 |

| 印尼国旗比例2:3  |
| 印尼国旗 比例2:3 |

| 荷兰国旗比例2:3  |
| 荷兰国旗 比例2:3 |

| 卢森堡国旗比例3:5  |
| 卢森堡国旗 比例3:5 |

| 荷兰国旗比例2:3  |
| 荷兰国旗 比例2:3 |

| 卢森堡国旗比例3:5  |
| 卢森堡国旗 比例3:5 |

| 罗马尼亚国旗比例2:3  |
| 罗马尼亚国旗 比例2:3 |

| 乍得国旗比例2:3  |
| 乍得国旗 比例2:3 |

| 罗马尼亚国旗比例2:3  |
| 罗马尼亚国旗 比例2:3 |

| 乍得国旗比例2:3  |
| 乍得国旗 比例2:3 |

此外，有一些国家的国旗有类似的制式和图案设计，但相似度有所差异，譬如中华人民共和国国旗和越南社会主义共和国国旗皆为由五角星及红色旗帜底面组成；仅星星数量不同，而肯尼亚和南苏丹国旗在色彩上也有一定相似性。
| 安道尔国旗比例2:3  |
| 安道尔国旗 比例2:3 |

| 摩尔多瓦国旗比例1:2  |
| 摩尔多瓦国旗 比例1:2 |

| 安道尔国旗比例2:3  |
| 安道尔国旗 比例2:3 |

| 摩尔多瓦国旗比例1:2  |
| 摩尔多瓦国旗 比例1:2 |

| 伊朗国旗比例2:3  |
| 伊朗国旗 比例2:3 |

| 塔吉克斯坦国旗比例1:2  |
| 塔吉克斯坦国旗 比例1:2 |

| 伊朗国旗比例2:3  |
| 伊朗国旗 比例2:3 |

| 塔吉克斯坦国旗比例1:2  |
| 塔吉克斯坦国旗 比例1:2 |

| 爱尔兰国旗比例1:2  |
| 爱尔兰国旗 比例1:2 |

| 科特迪瓦国旗比例2:3  |
| 科特迪瓦国旗 比例2:3 |

| 爱尔兰国旗比例1:2  |
| 爱尔兰国旗 比例1:2 |

| 科特迪瓦国旗比例2:3  |
| 科特迪瓦国旗 比例2:3 |

### 样式

旗帜的基本样式

以下是常见的旗帜设计样式及旗帜示例：

#### 示例
| 马尔代夫国旗比例2:3  |
| 马尔代夫国旗 比例2:3 |

| 瑞士国旗比例1:1  |
| 瑞士国旗 比例1:1 |

| 法国国旗比例2:3  |
| 法国国旗 比例2:3 |

| 捷克国旗比例2:3  |
| 捷克国旗 比例2:3 |

| 马尔代夫国旗比例2:3  |
| 马尔代夫国旗 比例2:3 |

| 瑞士国旗比例1:1  |
| 瑞士国旗 比例1:1 |

| 法国国旗比例2:3  |
| 法国国旗 比例2:3 |

| 捷克国旗比例2:3  |
| 捷克国旗 比例2:3 |

| 萨摩亚国旗比例1:2  |
| 萨摩亚国旗 比例1:2 |

| 格鲁吉亚国旗比例2:3  |
| 格鲁吉亚国旗 比例2:3 |

| 萨摩亚国旗比例1:2  |
| 萨摩亚国旗 比例1:2 |

| 格鲁吉亚国旗比例2:3  |
| 格鲁吉亚国旗 比例2:3 |

| 德国国旗比例2:3  |
| 德国国旗 比例2:3 |

| 南非国旗比例2:3  |
| 南非国旗 比例2:3 |

| 德国国旗比例2:3  |
| 德国国旗 比例2:3 |

| 南非国旗比例2:3  |
| 南非国旗 比例2:3 |

| 巴拿马国旗比例2:3  |
| 巴拿马国旗 比例2:3 |

| 丹麦国旗比例2:3  |
| 丹麦国旗 比例2:3 |

| 巴拿马国旗比例2:3  |
| 巴拿马国旗 比例2:3 |

| 丹麦国旗比例2:3  |
| 丹麦国旗 比例2:3 |

| 坦桑尼亚国旗比例2:3  |
| 坦桑尼亚国旗 比例2:3 |

| 牙买加国旗比例1:2  |
| 牙买加国旗 比例1:2 |

| 坦桑尼亚国旗比例2:3  |
| 坦桑尼亚国旗 比例2:3 |

| 牙买加国旗比例1:2  |
| 牙买加国旗 比例1:2 |

| 名称                   | 示例                                                                                             | 实例 |
| ---------------------- | ------------------------------------------------------------------------------------------------ | ---- |
| 边框                   | 斯里蘭卡、 格瑞那達、 馬爾地夫、 蒙特內哥羅                                                      |      |
| 左上角分块             | 美国、 马来西亚、 新西兰、 多哥、 中華民國、 利比里亚、 萨摩亚、 希腊、 斐济                     |      |
| 四等分                 | 巴拿马、                                                                                         |      |
| 希腊十字               | 瑞士                                                                                             |      |
| 五月太阳               | 阿根廷、 乌拉圭                                                                                  |      |
| 对称十字               | 、 英格兰                                                                                        |      |
| 斯堪的纳维亚十字       | 丹麦 + 法罗群岛、 芬兰 + 奥兰、 冰島、 挪威、 瑞典                                               |      |
| 横三等分               | 德国、 俄羅斯、 荷蘭、 奥地利、 匈牙利、 盧森堡                                                  |      |
| 竖三等分               | 法國、 義大利、 奈及利亞、 比利时、 愛爾蘭、 秘魯、 羅馬尼亞                                     |      |
| 盾带                   | 纳米比亚、 刚果共和国、 坦桑尼亚、 刚果民主共和国、 所罗门群岛、 圣基茨和尼维斯、 千里達及托巴哥 |      |
| 三角                   | 捷克、 古巴、 约旦、 苏丹、 南蘇丹、 巴哈马、 菲律賓、 巴勒斯坦                                  |      |
| Y型                    | 南非、                                                                                           |      |
| 圣安德鲁十字           | 苏格兰、 牙买加、 、 亚拉巴马州                                                                  |      |
| 圆形                   | 、 日本、 帛琉、                                                                                 |      |
| 代表性的事物或象征     | 柬埔寨、 不丹、 斯里蘭卡、 黎巴嫩                                                                |      |
| 含有文字、宗教符号元素 | 沙烏地阿拉伯、 阿富汗伊斯蘭酋長國、 索馬利蘭、 伊朗、 伊拉克                                     |      |

### 特例
| 尼泊爾王國所使用的國旗樣式 |
| 尼泊爾王國所使用的國旗樣式 |

| 尼泊爾聯邦民主共和國國旗樣式 |
| 尼泊爾聯邦民主共和國國旗樣式 |

尼泊爾聯邦民主共和國之國旗（沿用1962年以后王国时期的国旗）由兩個三角形組成，為目前全世界唯一非矩形的國旗，亦是唯一縱幅大於橫幅的國旗。

## 使用

### 规则

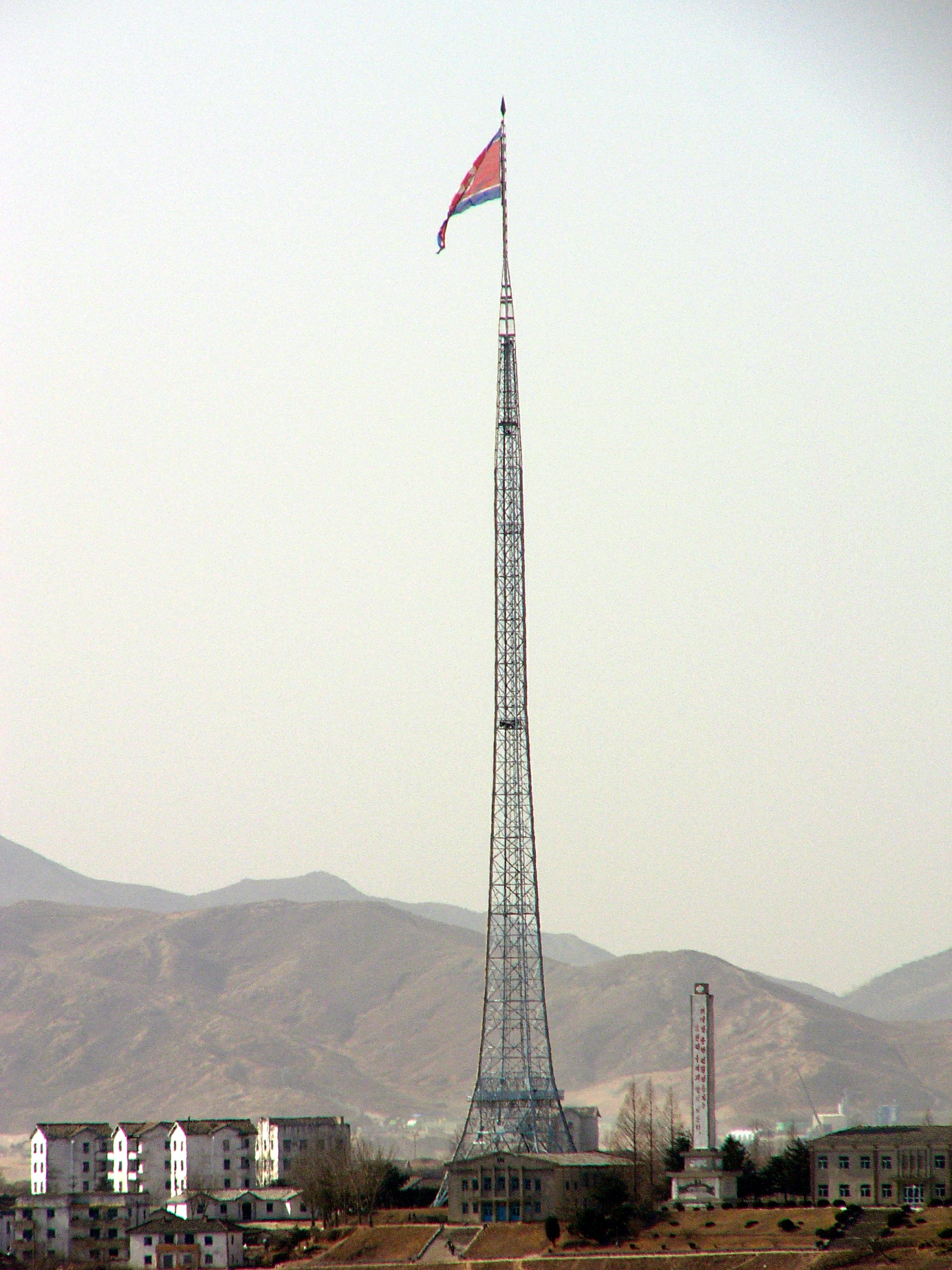
世界第三高的旗杆所悬挂的重270千克的朝鲜国旗。位于朝鲜板门店附近的和平村，高160米。

悬挂国旗有很多规则，大多数国家通过立法的形式来确定升挂国旗的办法。各国有不同的规定，但一般有以下几点需要注意：
- 当与其他旗帜一起排列时，国旗应当最早升起，最晚降下。国旗还应当处于显著的位置，置于中心或较高处。列队举旗时，国旗应当在其他旗帜之前；
- 升国旗时国旗应当升到旗杆顶端，降旗时不能让旗帜落地。下半旗致哀时，一般先升到杆顶，再降到旗杆的三分之一或一半处；
- 國家元首出访时，汽车上应悬挂两国国旗，驾驶员左手为主方，右手为客方；升挂三国国旗时，主方国旗居中，其他两国按国名的英文字母排列，顺序在前的排在主方国旗的右边，在后的排左边。四国或以上国旗并挂，按英文字母从右到左依次排列；
- 联合国旗与成员国旗并挂时，应保持同一高度，同一大小。
- 悬挂不同比例的国旗时，应当尽量使国旗面积大致相同[來源請求]。

### 竖直悬挂
大多数国旗竖直悬挂时只是将旗杆水平放置，但部分国家的国旗在竖直悬挂时有相应的规定。通常是旋转国旗上的国徽、文字等元素。
一些国家制定了竖直悬挂时的规则：加拿大、捷克、希腊、菲律宾、沙特阿拉伯、南非、美国（使用反面）、英国（使用正面）、中华人民共和国（使用正面）
注：斜体代表该政体未被普遍承认为国家，删除线代表该旗帜已作废，方框代表该政体已不存在，红色是因为该政体被非战争统一，藍色為政府組織。
- 捷克
- 希腊
- 大清
- 中華民國
- 中華民國
- 中华人民共和国
- 美国
- 菲律賓
- 菲律賓（战时状态）
- 沙烏地阿拉伯
- 巴基斯坦
- 南非
- 匈牙利
- 阿尔巴尼亚
- 土耳其
- 加拿大
- 俄羅斯
- 爱沙尼亚
- 欧洲联盟
- 德克萨斯州
- 不丹
- 乌克兰
- 苏联
- 納粹德國
- 北也門
- 南也門
- 葉門
- 秘魯
- 英国
- 英格兰
- 苏格兰
- 法國
- 法國
- 法國 (1974-2020)
- 法國 (1974-2020)
- 羅馬尼亞
- 羅馬尼亞
- 几内亚
- 印度
- 卢旺达
- 日本
- 保加利亚
- 苏丹
- 巴勒斯坦
- 阿尔及利亚
- 阿根廷
- 安地卡及巴布達
- 阿联酋
- 立陶宛
- 牙买加
- 加彭
- 亞美尼亞

一些国家有另外的竖直版设计：奥地利、德国、匈牙利、墨西哥、波兰、斯洛伐克、柬埔寨、多米尼加、列支敦士登、朝鲜、黑山。

Slovakia
Cambodia
Germany
Germany
Fiji
Tuvalu
Montenegro
North Korea
South Korea
Egypt
Iraq
Vietnam
California
Gabon
Dominica
Barbados
Australia
Chile
Serbia
New Zealand
Malaysia
Italy
Liechtenstein
Catalonia
Tennessee
Ohio
Turkmenistan
Libya
Italy
Kazakhstan
Uzbekistan
Belarus
Nigeria
Azerbaijan
Guinea-Bissau
Iran
Iran
Somalia
Niue
Hungary
Hungary
Austria

- 斯洛伐克
- 柬埔寨
- 东德
- 东德
- 德国
- 德国
- 斐济
- 蒙特內哥羅
- 埃及
- 伊拉克
- 越南
- 加利福尼亚州
- 加彭
- 多米尼克
- 智利
- 塞爾維亞
- 新西兰
- 马来西亚
- 義大利
- 列支敦斯登
- 加泰罗尼亚
- 田纳西州
- 俄亥俄州
- 利比亞
- 利比亞
- 義大利
- 白俄羅斯
- 奈及利亞
- 剛果自由邦
- 伊朗
- 伊朗
- 纽埃
- 俄罗斯帝国
- 俄罗斯帝国
- 大不列顛王國
- 匈牙利
- 匈牙利
- 匈牙利王國
- 匈牙利王國
- 匈牙利人民共和国
- 匈牙利人民共和国
- 匈牙利人民共和国
- 奥地利

## 外部連結

Czech Republic
Flags of the World（页面存档备份，存于） 旗帜学网站，提供国旗和其他相关旗帜的信息
ROC
PRC
World Flag Database（页面存档备份，存于） 按形状和颜色搜索国旗
Philippines
Philippines（战时状态）
Saudi Arabia
Pakistan
South Africa
Hungary
Albania
Turkey
Canada
Russia
Estonia
Texas
Bhutan
Ukraine
Yemen
Peru
Honduras
United Kingdom
England
Scotland
France
France
France (1974-2020)
France (1974-2020)
Eritrea
Romania
Romania
Guinea
Mali
Chad
India
Rwanda
Japan
Wales
Bulgaria
Sudan
Palestine
Algeria
Argentina
Antigua and Barbuda
United Arab Emirates
Lithuania
Jamaica
Gabon
Armenia

- 各国国旗所使用的颜色的分析（页面存档备份，存于）